# Peugeot 206
Peugeot 206 este un automobil de clasă mică (B) fabricat de constructorul francez de automobile Peugeot.

## Scurtă prezentare
În anul 1990, Peugeot decide să înlocuiască 205-ul, în acel deceniu, clasa mica nu era căutată. Apoi, Peugeot a urmat o strategie proprie și a produs 106 - model de clasă mini (B) - din 1991 până în 2003 - apoi fiind înlocuit în 2005 de 107. Soluția nu mersese, nefiind un concurent real, Ford Fiesta și Volkswagen Polo continuau sa se vândă bine. Peugeot a dezvoltat 206, prezentându-l în 1998 ca un înlocuitor - real - pentru 205.
206 fusese lansat ca hatchback cu motoarele pe benzină: 1.1, 1.4, și 1.6. Și unitatea pe motorină: 1.9, o unitate HDi rampă comună venind mai târziu. În 1999 a fost lansată versiunea GTI capabilă de 210 km/h. În 2003 a venit o versiune îmbunătățită a lui GTi numită RC (GTi 180 în Marea Britanie), accelerează de la 0 la 100 km/h în 7.4 secunde și accelerează până la 220 km/h, având 177 CP. În 2001 erau versiunile hatchback, 206 CC și 206 SW. Versiunea cu 4 uși, dezvoltată de Iran Khodro, s-a lansat în 2005.

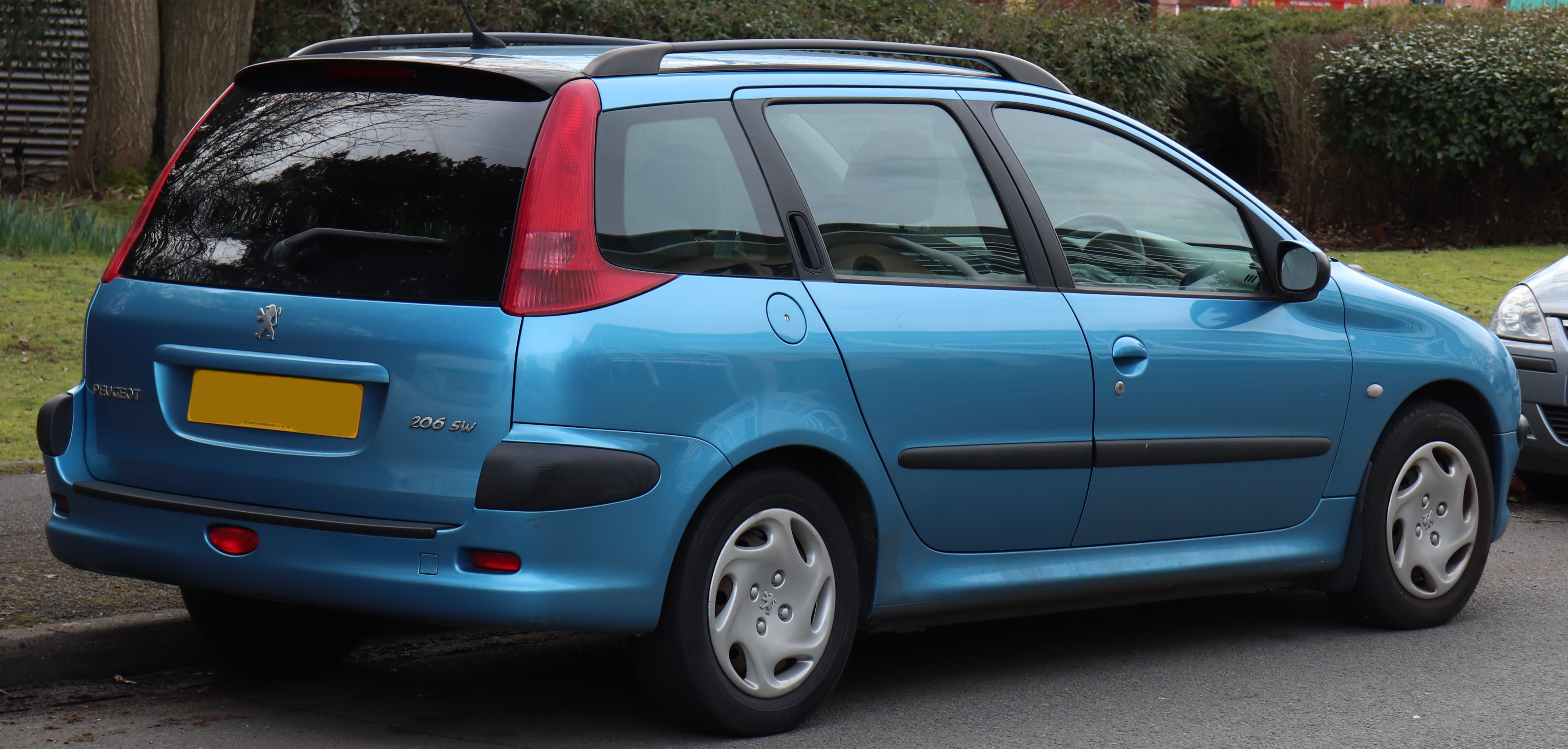
206 SW

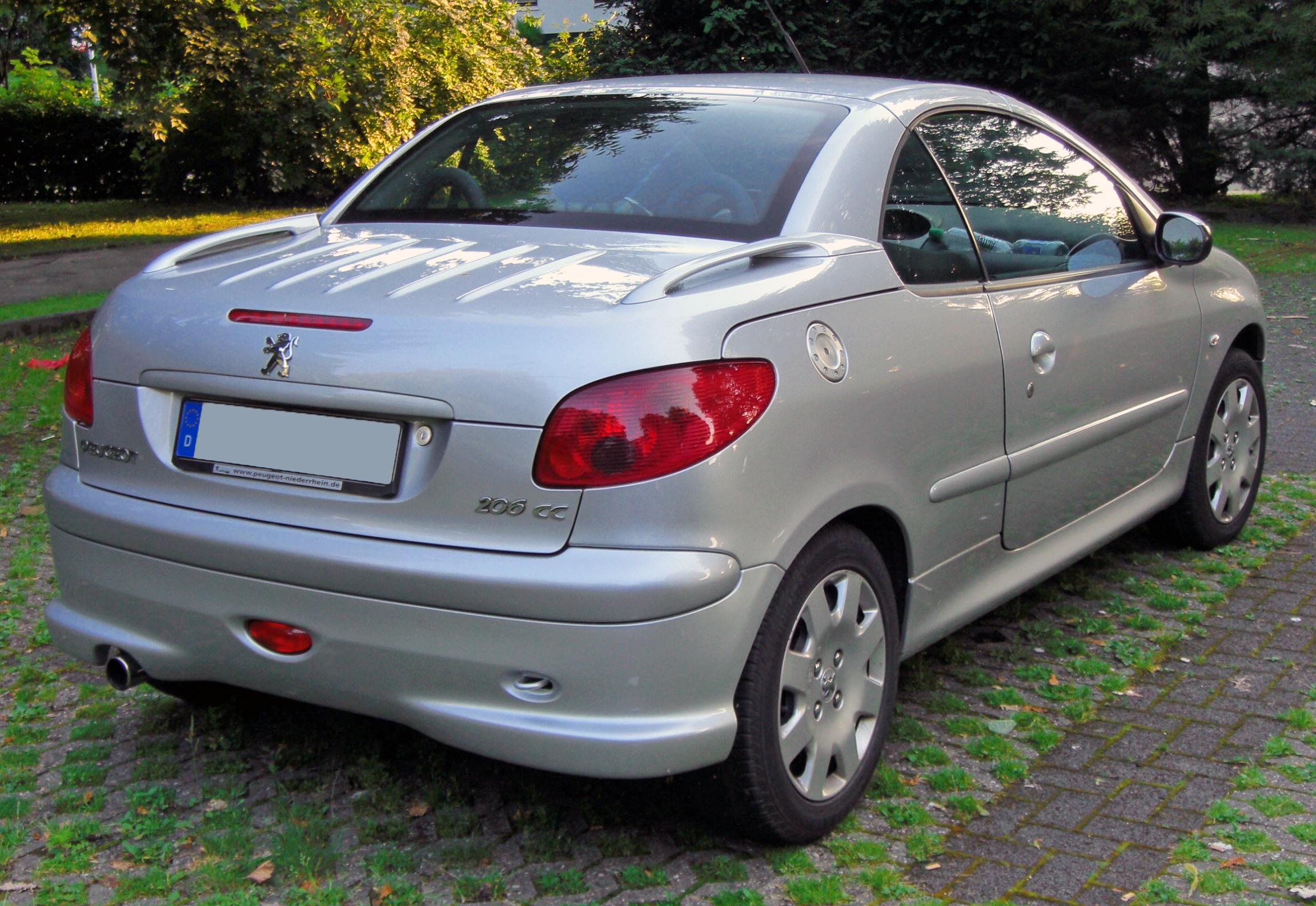
206 CC

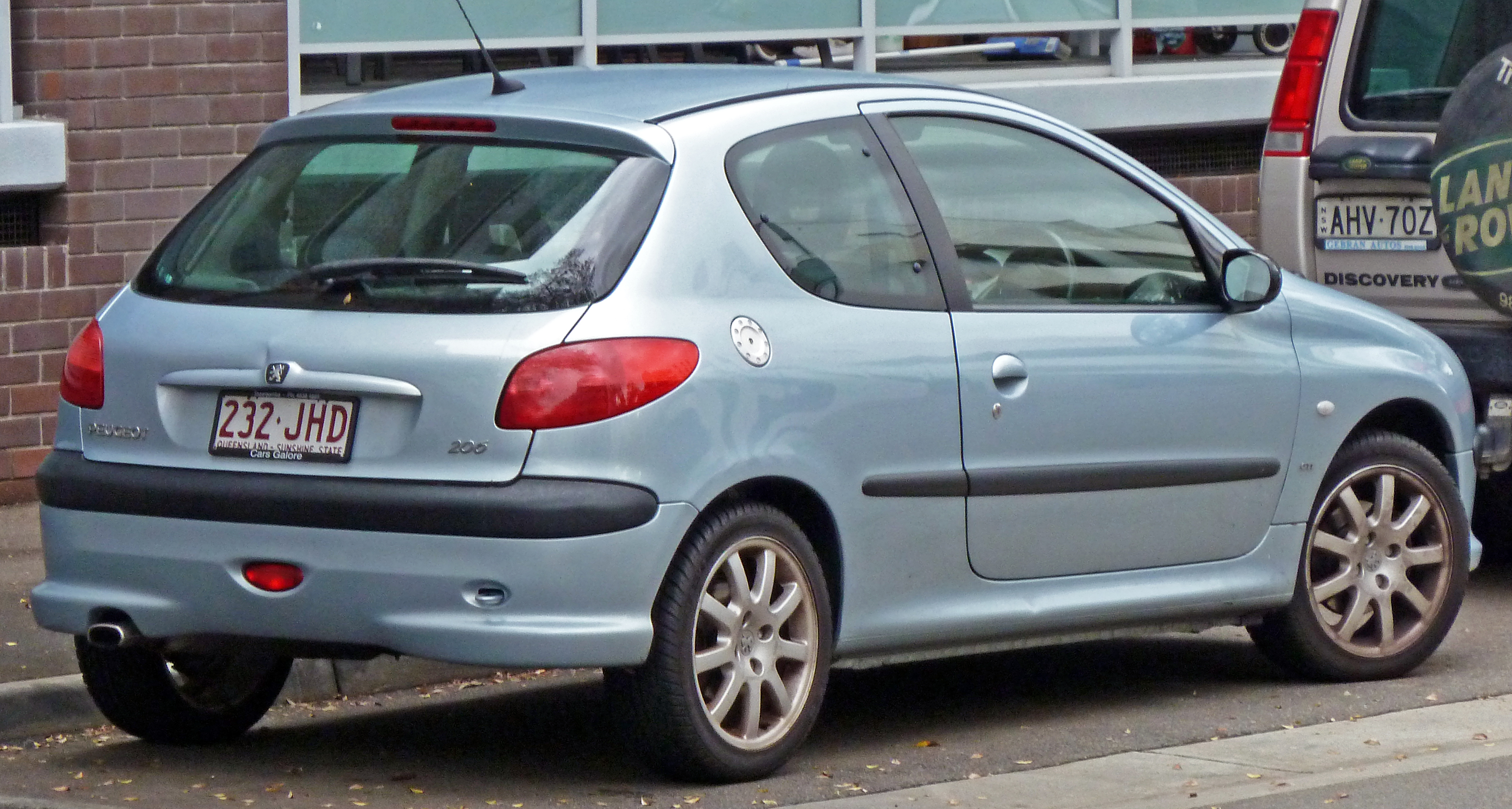
Peugeot 206 GTi

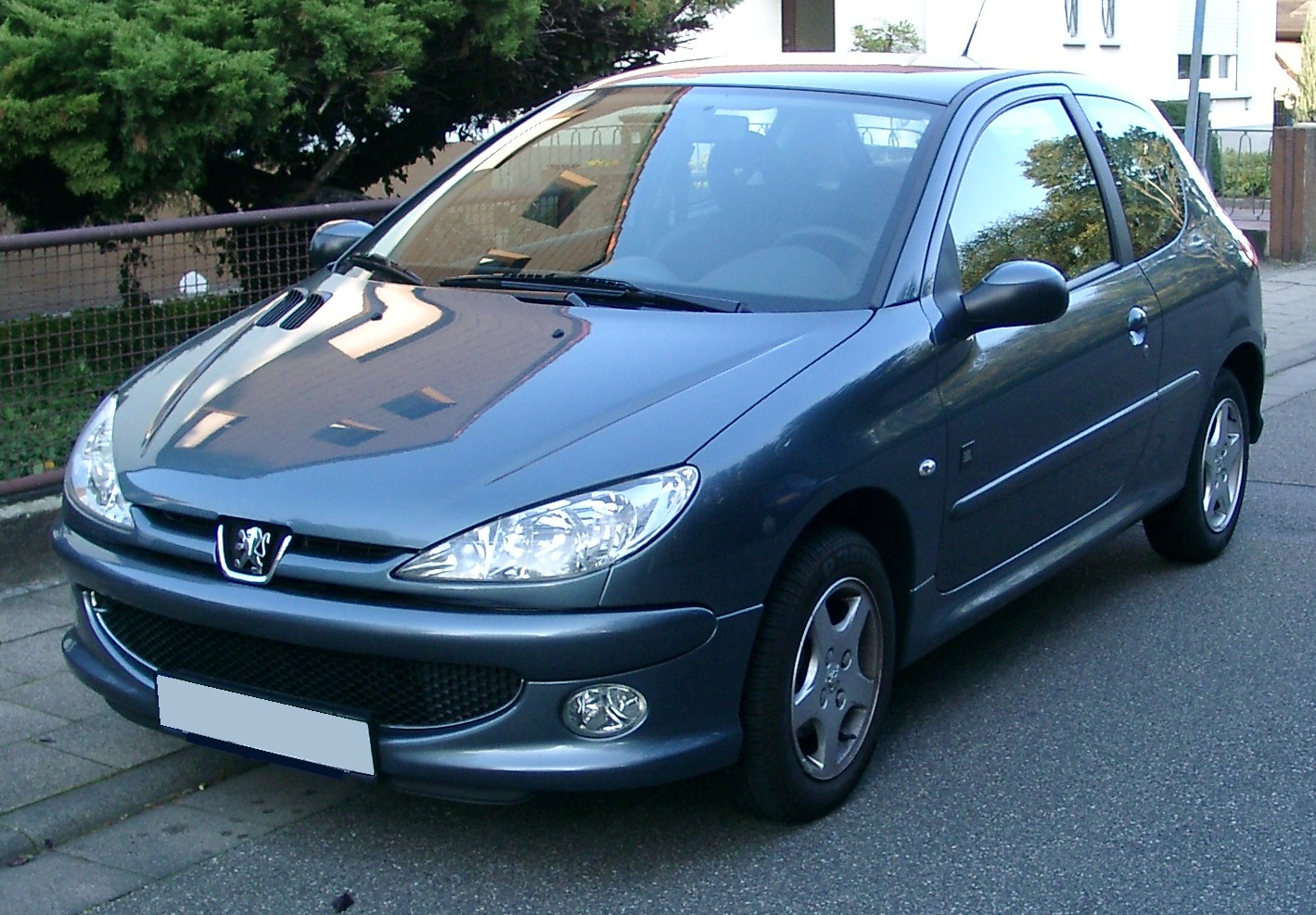

## 206 în afara Europei

### Peugeot 206 Sedan

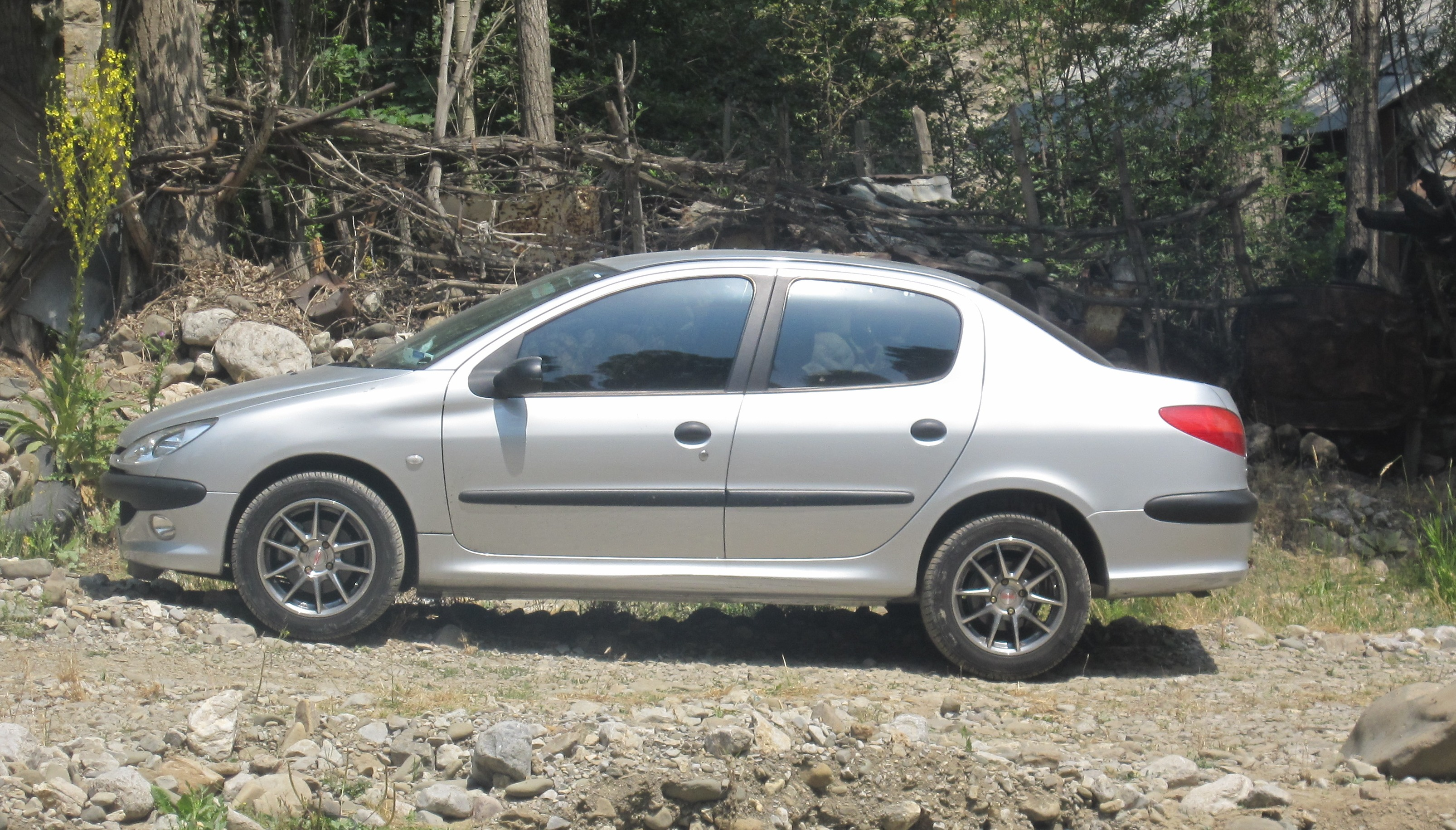
Peugeot 206 SD (Sedan)

Versiunea Sedan a fost dezvoltată în Iran de "Iran Khodro" sub numele Peugeot 206 SD. În 2006, Iran Khodro începea exportul lui 206 SD în alte țări precum Rusia, Turcia și Algeria, chiar și în România. În Brazilia, producția lui 206 Sedan începea în Octombrie 2008 și vândut ca 207 Passion. A nu se confunda cu 207-le vândut în Europa.

### Versiunea Citroën
Începând cu 2006, 206 este vândut de PSA, doar pe piața chineză, sub numele Citroën C2, cu o față modificată.
A nu se confunda Citroen C2 (China) cu Citroen C2 Europa, înlocuit recent de DS3.

### 206 Escapade
Urmând exemple ca Fiat și Volkswagen (Panda 4x4, respectiv CrossPolo), Peugeot a vândut o versiune off-road a lui 206 în țările selectate din Sudul Americii, numit Peugeot 206 Escapade. Este nevoie de un Peugeot 206 SW cu un "body-kit" și o suspensie mai bună. Versiunea este motorizată de motorul 1.6L 16v.

### Malaezia
În Malaezia, 206 este numit Naza 206 Bestari.

## 206+ (2009 - 2013)
Peugeot 206+ este un supermini cu un bot similar lui 207 și un interior nou. El este fabricat în Mulhouse, Franța.
În Mai 2008, Peugeot Brazilia anunță că nu va vinde 207-le european în Brazilia, așa că Facelift-ul european al lui 206, 206+ este adus în Brazilia sub numele 207. Modelul, lansat în August 2008, are schimbări minore pentru Brazilia. Este plasat în ierarhia timpului între 206 și 207. Este oferit cu 3 și 5 uși hatchback, Break și Sedan, se include și o versiune revizuită a lui 206 Escapade. La momentul lansării, mașina a primit numeroase critici la adresa ei deoarece era văzută de către publicul brazilian ca fiind tot un 206, în ciuda eforturilor Peugeot de a o comercializa ca un model nou. 
Este vândut în Argentina (unde este și fabricat) și Uruguay drept "207 Compact", pentru a-l diferenția de modelul European 207 CC și RC, care sunt vândute în aceste țări.
Din Octombrie 2010, producătorul malaezian Naza începe să producă 207-ul Sedan, în Malaezia. Acest model a fost exportat și în restul Asiei de Sud si Sud-Est, în țări precum Tailanda, Indonezia, Brunei și Sri Lanka.
Compania Iran Khodro Company (IKCO), care a fabricat Peugeot-ul 206 înca din 2001, în Iran, a fabricat și modelul ”207i” în versiune Hatchback.
Începând cu Mai 2013, Peugeot nu mai vinde 206+ în Europa.

## Motorizări
| Benzină | Benzină                | Benzină                                       | Benzină        | Benzină       | Benzină         | Benzină              |
| Model   | Capacitate Cilindrdică | Putere, Cuplu@RPM                             | 0-100 km/h (s) | Viteză Maximă | Cutie de viteze | Emisii de CO2 (g/km) |
| ------- | ---------------------- | --------------------------------------------- | -------------- | ------------- | --------------- | -------------------- |
| D4D     | 999 cc                 | 76 CP (57 kW; 77 PS) @ 5750, 93 Nm @ 4500     | 18.6           | 144 km/h      | MA5/AL4         | 155                  |
| TU1JP   | 1,124 cc               | 59 hp (44 kW; 60 PS) @ 5500, 94 Nm @ 2700     | 15.4           | 158 km/h      | MA5/AL4         | 148                  |
| TU3JP   | 1,360 cc               | 87 hp (65 kW; 88 PS) @ 5250, 133 Nm @ 3250    | 11.9           | 187 km/h      | MA5/AL4         | 152                  |
| TU3A    | 1,360 cc               | 87 hp (65 kW; 88 PS) @ 5250, 133 Nm @ 3250    | 10.8           | 189 km/h      | MA5/AL4         | 139                  |
| ET3J4   | 1,360 cc               | 108 hp (81 kW; 109 PS) @ 5500, 120 Nm @ 2800  | 10.1           | 193 km/h      | MA5/AL4         | 145                  |
| TU5JP   | 1,587 cc               | 89 hp (66 kW; 90 PS) @ 5600, 135 Nm @ 3000    | 10             | 180 km/h      | MA5 / BE4 / AL4 | 171                  |
| TU5JP4  | 1,587 cc               | 108 hp (81 kW; 109 PS) @ 5800, 147 Nm @ 4000  | 10.2           | 185 km/h      | MA5 / BE4 / AL4 | 171                  |
| EW10J4  | 1,997 cc               | 135 hp (101 kW; 137 PS) @ 6000, 190 Nm @ 4100 | 8.3            | 210 km/h      | BE4 / AL4       | 185                  |
| EW10J4S | 1,997 cc               | 175 hp (130 kW; 177 PS) @ 7000, 202 Nm @ 4750 | 7.4            | 217 km/h      | BE4             | 204                  |
| Diesel  |                        |                                               |                |               |                 |                      |
| DW8     | 1,886 cc               | 69 hp (51 kW; 70 PS) @ 4600, 125 Nm @ 2500    | 15.2           | 161 km/h      | BE4             | 156                  |
| DV4TD   | 1,398 cc               | 67 hp (50 kW; 68 PS) @ 4000, 160 Nm @ 2000    | 13.1           | 168 km/h      | BE4             | 112                  |
| DW10TD  | 1,997 cc               | 89 hp (66 kW; 90 PS) @ 4000, 205 Nm @ 1900    | 11.7           | 180 km/h      | BE4             | 136                  |
| DV6TED4 | 1,560 cc               | 108 hp (81 kW; 109 PS) @ 4000, 240 Nm @ 1750  | 9.9            | 186 km/h      | BE4             | 126                  |

## Premii
- „Cea mai frumoasă mașină a anului 1998”, Festivalul Internațional al Automobilului, 1998[1]
- „Cea mai buna mașină mică pe benzină” și „Cea mai bună mașină mică diesel”, Fleet Excellence Awards, 2001[2]
- „Cea mai bună mașină decapotabilă”, What Car? awards, 2001[3]
- „Cea mai bună mașină second-hand din categoria Supermini”, What Car? magazine, 2001
- „Car of the Show” (Peugeot 206CC), British International Motor Show, 2000[4]
- „Cea mai vândută mașină în Europa 2001-2003”